# Franz Duncker

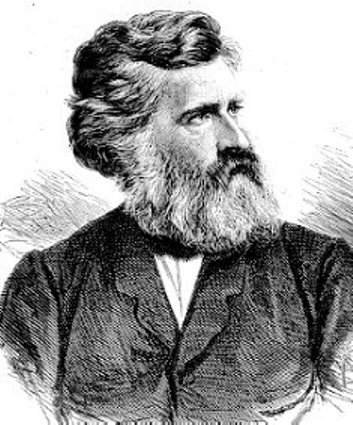
Franz Gustav Duncker

Franz Gustav Duncker (* 4. Juni 1822 in Berlin; † 18. Juni 1888 ebenda) war ein deutscher Verleger, linksliberaler Politiker und Sozialreformer.

## Familie und Ausbildung
Franz Gustav Duncker war ein Sohn des Verlegers Carl Friedrich Wilhelm Duncker und jüngster Bruder des Verlegers Alexander Duncker, des Historikers Maximilian Duncker sowie des Berliner Bürgermeisters Hermann Duncker.
Duncker studierte Philosophie und Geschichtswissenschaften an der Universität Berlin. Er schloss sich der Alten Berliner Burschenschaft und 1842 dem burschenschaftlichen Leseverein an. Nach seinem Studium arbeitete auch er als Verleger und Buchhändler.
Er war seit 1849 verheiratet mit Karoline Wilhelmine (genannt Lina) Duncker (* 17. April 1825 in Haus Ahr bei Wesel; † 12. Dezember 1885 in Berlin), geborene Tendering. Sie hatten mehrere Kinder: Carl Ludwig Duncker (* 2. Oktober 1850 in Berlin; † 26. Oktober 1889 in Leipzig), der den väterlichen Verlag ab 1882 in Leipzig weiterführte; eine Tochter Johanna (1849–1929) heiratete den Landgerichtsrat und späteren Senatspräsidenten am Kammergericht, Emil Lehweß (1839–1907), sie wurden Großeltern von Walter Lehweß-Litzmann; eine weitere Tochter, Marie (verheiratete Magnus), wurde 1856 geboren.
In zweiter Ehe heiratete Franz Duncker 1879 Marie Wilhelmine Albertine Lenz (1836–1915).

## Buchhändler und Verleger
Franz Duncker gründete mit Aaron Bernstein die ab 1. April 1849 regelmäßig erscheinende Urwähler-Zeitung. Zum 9. April 1853 übernahm er die Anteile von Bernstein und führte die Zeitung alleinvertretend als Volks-Zeitung – Organ für Jedermann aus dem Volke fort. In den frühen 1860er Jahren soll die Volks-Zeitung nach verlagseigener Statistik mit etwa 22.000 Exemplaren zu den auflagenstärksten Publikationen in der preußischen Hauptstadt gehört haben. Zwischen 1850 und 1877 war Duncker Inhaber der Besserschen Verlagsbuchhandlung, die anschließend von Wilhelm Ludwig Hertz übernommen wurde. Duncker war der Verleger von Ferdinand Lassalles: Die Philosophie Herakleitos des Dunklen von Ephesos (1858) und Der italienische Krieg und die Aufgabe Preußens (1859). Er verlegte 1859 von Karl Marx Zur Kritik der Politischen Oekonomie. Erstes Heft sowie die anonym verfasste Broschüre von Friedrich Engels Po und Rhein. Duncker verkaufte die Volks-Zeitung 1885 an den Verleger Emil Cohn, der sie rund zwanzig Jahre später an Rudolf Mosse weiterveräußerte.

## Politisches Wirken
Während der Revolution von 1848 war Duncker Hauptmann der Berliner Bürgerwehr. Nach der Reaktionsära betätigte er sich in der liberalen und nationalen Bewegung. Er gehörte zu den Mitunterzeichnern der Eisenacher Beschlüsse und war 1859 Mitbegründer des Deutschen Nationalvereins, in dem er bis 1867 Mitglied des leitenden Ausschusses war. Im Jahr 1861 gehörte Duncker auch zu den Mitbegründern der Deutschen Fortschrittspartei und war Mitglied im Zentralwahlkomitee der Partei. Seit 1874 gehörte er dem geschäftsführenden Ausschuss dieser Partei an, für die Duncker zwischen 1862 und 1877 als Abgeordneter im preußischen Abgeordnetenhaus saß. Im Jahr 1863 war er Mitglied des Sechsunddreißigerausschusses in Frankfurt am Main. Seit 1866 war Duncker zudem Mitglied im ständigen Ausschuss des deutschen Abgeordnetentages. Während des preußischen Verfassungskonflikts gehörte er 1861 zu denjenigen, die sich gegen die Umbildung der Landwehr wandten, weil dies zu einer Schwächung des „Bürgergeistes“ führen würde, der bis dahin das einzige Korrektiv gegenüber dem „militaristischen Corpsgeist“ gewesen sei. Im preußischen Parlament wandte er sich 1873 nachdrücklich gegen den Kulturkampf. Er argumentierte, dass man die „Schwarzen“ als Schreckbilder vorführe, wie man 1848 die Demokraten verfolgt habe. Von 1867 bis 1877 gehörte er auch dem Reichstag an. Er selbst hatte keine Berührungsängste mit Politikern anderer Parteien und war zum Beispiel mit dem ebenfalls in Frankfurt lebenden SDAP-Mitgründer Samuel Spier befreundet.

## Sozialreformer
Im Jahr 1865 war Duncker Vorsitzender des großen Berliner Handwerkervereins. Zusammen mit Max Hirsch und Hermann Schulze-Delitzsch gründete Duncker 1869 die nach ihm mitbenannten Hirsch-Dunckerschen Gewerkvereine. Diese waren eine liberal ausgerichtete Gewerkschaftsbewegung. Im Jahr 1873 war er Mitbegründer des Vereins für Socialpolitik.

## Grabstätte

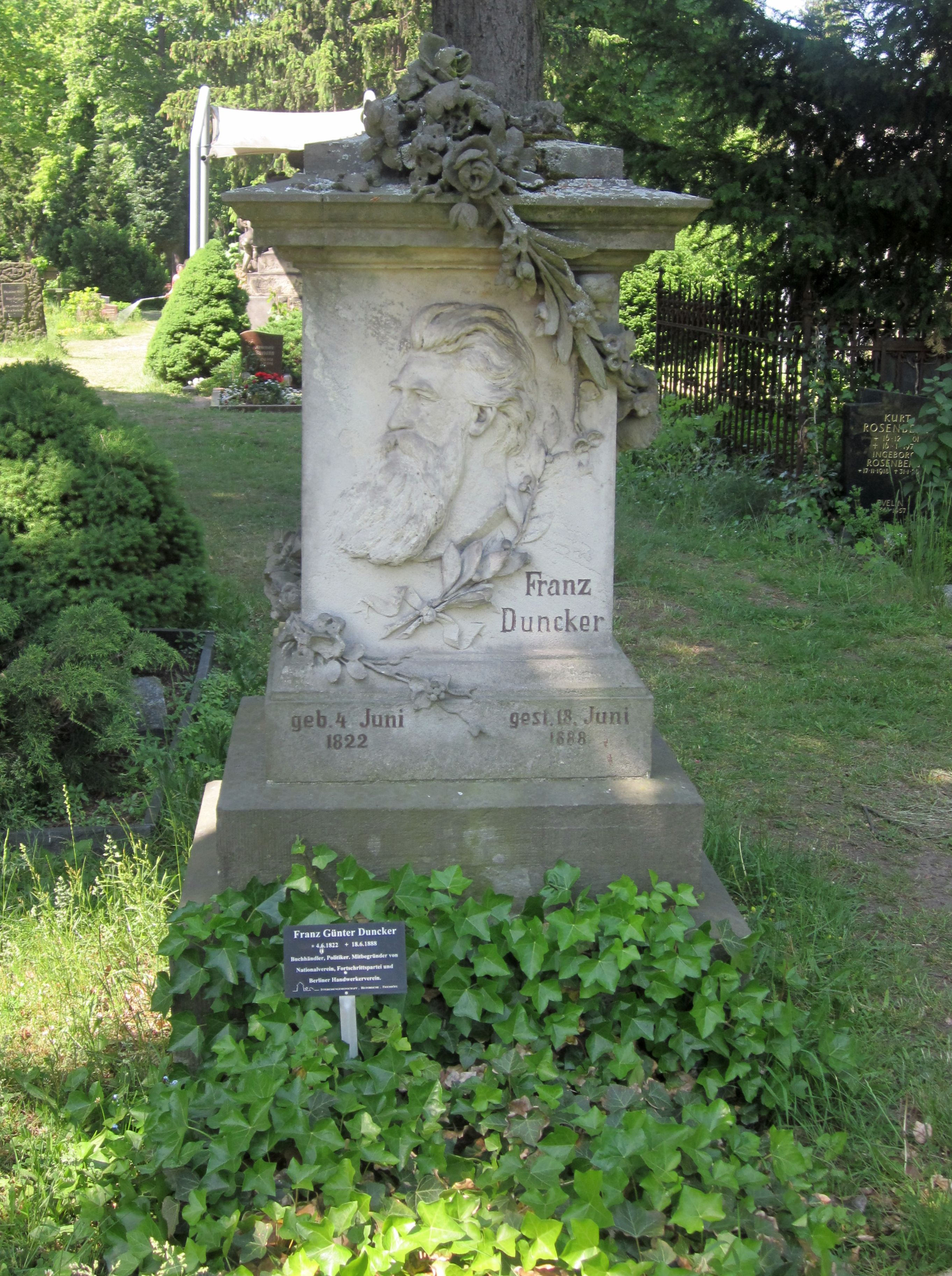
Das Grab von Franz Duncker mit dem von Gustav Eberlein gestalteten Grabstein

Franz Duncker starb 1888 im Alter von 66 Jahren in Berlin. Seine letzte Ruhestätte befindet sich auf dem Friedhof I der Jerusalems- und Neuen Kirche in Berlin-Kreuzberg (Feld 1/2). Der bemerkenswerte Grabstein stammt von Gustav Eberlein. Ein aufwändig gearbeitetes Relief – umrankt von einer Girlande aus Mohnkapseln und Blüten – stellt Franz Duncker dar. Am Sockel des Grabdenkmals erinnert eine kleine Inschriftentafel an Dunckers Vater, dessen eigenes Grab auf dem benachbarten Friedhof III der Jerusalems- und Neuen Kirche nicht erhalten ist.